# کارلی‌یازی (گوله)
کارلی‌یازی (به ترکی استانبولی: Karlıyazı) یک منطقهٔ مسکونی در ترکیه است که در گوله (شهر) واقع شده‌است.